# Tanaecia interrupta
Tanaecia interrupta är en fjärilsart som beskrevs av Wegner 1953. Tanaecia interrupta ingår i släktet Tanaecia och familjen praktfjärilar. Inga underarter finns listade i Catalogue of Life.